# Catagènesi (geologia)
La catagènesi (geologia del petroli; geoquímica) és una fase crucial en el procés de generació de petroli a partir de la matèria orgànica, que es produeix durant l'enterrament geològic i després de la fase de diagènesi. És en aquesta etapa on la matèria orgànica es transforma en hidrocarburs i es generen els diferents components del petroli. A més, el terme també es fa servir en la petrologia sedimentària per descriure canvis minerals i estructurals en les roques sedimentàries després de la litificació i abans del metamorfisme. La catagènesi és un fenomen clau per entendre la formació de recursos petrolífers i el comportament de les roques sedimentàries en processos geològics de llarga durada.